# Pseudokuzicus spinus
Pseudokuzicus spinus is een rechtvleugelig insect uit de familie sabelsprinkhanen (Tettigoniidae). De wetenschappelijke naam van deze soort is voor het eerst geldig gepubliceerd in 2007 door Shi, Mao & Chang.